# QOOPIE
QOOPIEは、株式会社QOOP（東京都港区）が研究開発する、データマイニング・テクノロジーと人工知能（AI）テクノロジーを搭載した、検索エンジンパッケージ。

## QOOPIE ENGINEについて
楽天市場やYahoo!ショッピング、amazon.co.jpなどインターネットショッピングに関わるデータを収集し、テキストマイニングを用いて、商品名や付随する商品説明、関連キーワードとのリレーションの強さを数値化し、検索されたときに最適な回答を提示することができる。
人工知能テクノロジーには、ニューラルネットワークを用いており、商品、言語、付随情報、利用者の履歴、嗜好、属性を各ノード（人工神経）として、将来、取りうる行動を予測して検索結果に反映している。
QOOPIE ENGINE自体が、学習能力と問題解決能力を保有していると言われている。

## 主な機能
基本的な機能としては、楽天市場、YAHOOショッピング、amazonのデータを横断検索することができる。この3種類のショッピングモールは、チェックボックスによってON/OFFを切り替えることが可能で、絞込み検索が可能である。
その他の機能として、価格帯をいくらからいくらまでという具合に設定することが可能で、探している商品を見つけやすくしている。
また、人工知能テクノロジーにより、より人間の感覚値に近く、精度の高い検索結果が出るので、短時間で目的の商品に到達することができる。